# Васашерна, Георг Аксель
Георг Аксель Васашерна (швед. Georg Axel Wasastjerna; 23 апреля 1865, Тавастгус — 1 декабря 1915, Гельсингфорс) — финский архитектор.

## Биография
Родился 1 декабря 1865 года в Тавастгусе, в Великом княжестве Финляндском.
В 1890 году окончил Политехнический институт в Гельсингфорсе.
С 1890 по 1897 годы работал в архитектурном бюро Теодора Хёйера (Theodor Höijer).
С 1897 по 1906 годы работал в архитектурном бюро «Полон и Георг Васашерна», сотрудничая с архитектором Вернером Полоном (Verner Polón).
Скончался 1 декабря 1915 года в Гельсингфорсе.

## Творчество
| Город        | Объект            | Фото | Год  | Адрес | Комментарии |
| ------------ | ----------------- | ---- | ---- | ----- | ----------- |
| Гельсингфорс | Дом «Кюлликки»    |      | 1904 |       |             |
| Гельсингфорс | Дом Литцена       |      | 1905 |       |             |
| Гельсингфорс | Дом на Хюлкюсаари |      | 1910 |       |             |